# Weiperfelden
Weiperfelden ist ein Ortsteil der Gemeinde Waldsolms im Süden des mittelhessischen Lahn-Dill-Kreis.

## Geographische Lage
Weiperfelden liegt im östlichen Hintertaunus (Bodenroder Kuppen), innerhalb des Naturpark Taunus im von Wald gesäumten, oberen Solmsbachtal. Im Südosten befinden sich der 491,1 m ü. NN hohe Hinterster Kopf und der 492,3 m hohe Hainbuchenkopf, im Südsüdosten liegen der 505,1 m hohe Gickel und der etwa 518 m hohe Hesselberg. Die Gemarkungsfläche ist mit 58 Hektar ausgesprochen klein, davon sind fünf Hektar Holzungen (Stand: 1885). Sie umfasst im Wesentlichen nur die Talauen am Solmsbach und einige Rodungsflächen, die sich von der Ortslage nach Norden am Hang des 421,2 m hohen Altenwaldes hinaufziehen. Der größte Teil der Gemarkungsgrenze ist zugleich Gemeindegrenze, und zwar zu Langgöns im Norden und Butzbach im Süden.
Nachbarorte sind Bodenrod (südlich), Hasselborn (südwestlich), Brandoberndorf (nordwestlich) und Espa (östlich).

## Geschichte

### Ortsgeschichte
In der Schreibweise Walpurgeuelde lässt sich der Ort bis in das Jahr 1207 urkundlich zurückverfolgen. Somit ist diese frühe Erwähnung von Weiperfelden eine der ersten im oberen Solmsbachtal.
Östlich des Ortes wurde über mehrere Jahrhunderte Kupfer, Silber, Blei und Gold abgebaut – in der Grube Silbersegen.
Im Zuge der Gebietsreform in Hessen fusionierten zum 31. Dezember 1971 die bis dahin selbständigen Gemeinden Brandoberndorf, Griedelbach, Hasselborn, Kraftsolms, Kröffelbach und Weiperfelden freiwillig zur neuen Großgemeinde Waldsolms. Für die ehemals eigenständigen Gemeinden von Waldsolms wurde je ein Ortsbezirk gebildet.

### Verwaltungsgeschichte im Überblick
Die folgende Liste zeigt die Staaten und Verwaltungseinheiten, denen Weiperfelden angehört(e):
- vor 1803 Heiliges Römisches Reich, Landgrafschaft Hessen-Darmstadt, Regierungsbezirk Gießen, Amt Butzbach und Philippseck[7]
- ab 1803 Heiliges Römisches Reich, Grafschaft Nassau-Usingen,[Anm. 2] Amt Usingen
- ab 1806: Herzogtum Nassau,[Anm. 3] Amt Usingen
- ab 1849: Herzogtum Nassau, Kreisamt Idstein[Anm. 4]
- ab 1854: Herzogtum Nassau, Amt Usingen
- ab 1867: Norddeutscher Bund,[Anm. 5] Königreich Preußen, Provinz Hessen-Nassau, Regierungsbezirk Wiesbaden, Obertaunuskreis[Anm. 6]
- ab 1871: Deutsches Reich, Königreich Preußen, Provinz Hessen-Nassau, Regierungsbezirk Wiesbaden, Obertaunuskreis
- ab 1886: Deutsches Reich, Königreich Preußen, Provinz Hessen-Nassau, Regierungsbezirk Wiesbaden, Kreis Usingen
- ab 1918: Deutsches Reich (Weimarer Republik), Freistaat Preußen, Provinz Hessen-Nassau, Regierungsbezirk Wiesbaden, Kreis Usingen
- ab 1932: Deutsches Reich, Freistaat Preußen, Provinz Hessen-Nassau, Regierungsbezirk Wiesbaden, Kreis Wetzlar
- ab 1944: Deutsches Reich, Freistaat Preußen, Provinz Nassau, Kreis Wetzlar
- ab 1945: Amerikanische Besatzungszone,[Anm. 7] Groß-Hessen, Regierungsbezirk Wiesbaden, Kreis Wetzlar
- ab 1949: Bundesrepublik Deutschland, Land Hessen, Regierungsbezirk Wiesbaden, Kreis Wetzlar
- ab 1968: Bundesrepublik Deutschland, Land Hessen, Regierungsbezirk Darmstadt, Kreis Wetzlar
- ab 1972: Bundesrepublik Deutschland, Land Hessen, Regierungsbezirk Darmstadt, Kreis Wetzlar, Gemeinde Waldsolms[Anm. 8]
- ab 1977: Bundesrepublik Deutschland, Land Hessen, Regierungsbezirk Darmstadt, Lahn-Dill-Kreis, Gemeinde Waldsolms
- ab 1981: Bundesrepublik Deutschland, Land Hessen, Regierungsbezirk Gießen, Lahn-Dill-Kreis, Gemeinde Waldsolms

### Bevölkerung

#### Einwohnerstruktur 2011
Nach den Erhebungen des Zensus 2011 lebten am Stichtag dem 9. Mai 2011 in Weiperfelden 273 Einwohner. Darunter waren 15 (5,5 %) Ausländer.
Nach dem Lebensalter waren 54 Einwohner unter 18 Jahren, 109 zwischen 18 und 49, 69 zwischen 50 und 64 und 36 Einwohner waren älter.
Die Einwohner lebten in 120 Haushalten. Davon waren 36 Singlehaushalte, 39 Paare ohne Kinder und 36 Paare mit Kindern, sowie 9 Alleinerziehende und keine Wohngemeinschaften. In 21 Haushalten lebten ausschließlich Senioren und in 90 Haushaltungen lebten keine Senioren.

#### Einwohnerentwicklung
| Weiperfelden: Einwohnerzahlen von 1834 bis 2011 | Weiperfelden: Einwohnerzahlen von 1834 bis 2011 | Weiperfelden: Einwohnerzahlen von 1834 bis 2011 | Weiperfelden: Einwohnerzahlen von 1834 bis 2011 | Weiperfelden: Einwohnerzahlen von 1834 bis 2011 |
| --- | ----------------------------------------------- | ----------------------------------------------- | ----------------------------------------------- | ----------------------------------------------- |
| Jahr |                                                 |                                                 |                                                 | Einwohner                                       |
| 1834 | 1834                                            |                                                 | 170                                             | 170                                             |
| 1840 | 1840                                            |                                                 | 179                                             | 179                                             |
| 1846 | 1846                                            |                                                 | 192                                             | 192                                             |
| 1852 | 1852                                            |                                                 | 179                                             | 179                                             |
| 1858 | 1858                                            |                                                 | 172                                             | 172                                             |
| 1864 | 1864                                            |                                                 | 136                                             | 136                                             |
| 1871 | 1871                                            |                                                 | 124                                             | 124                                             |
| 1875 | 1875                                            |                                                 | 116                                             | 116                                             |
| 1885 | 1885                                            |                                                 | 112                                             | 112                                             |
| 1895 | 1895                                            |                                                 | 90                                              | 90                                              |
| 1905 | 1905                                            |                                                 | 96                                              | 96                                              |
| 1910 | 1910                                            |                                                 | 101                                             | 101                                             |
| 1925 | 1925                                            |                                                 | 106                                             | 106                                             |
| 1939 | 1939                                            |                                                 | 93                                              | 93                                              |
| 1946 | 1946                                            |                                                 | 154                                             | 154                                             |
| 1950 | 1950                                            |                                                 | 155                                             | 155                                             |
| 1956 | 1956                                            |                                                 | 141                                             | 141                                             |
| 1961 | 1961                                            |                                                 | 124                                             | 124                                             |
| 1967 | 1967                                            |                                                 | 151                                             | 151                                             |
| 1970 | 1970                                            |                                                 | 148                                             | 148                                             |
| 1980 | 1980                                            |                                                 | ?                                               | ?                                               |
| 1990 | 1990                                            |                                                 | ?                                               | ?                                               |
| 2000 | 2000                                            |                                                 | ?                                               | ?                                               |
| 2011 | 2011                                            |                                                 | 273                                             | 273                                             |
| Datenquelle: Historisches Gemeindeverzeichnis für Hessen: Die Bevölkerung der Gemeinden 1834 bis 1967. Wiesbaden: Hessisches Statistisches Landesamt, 1968. Weitere Quellen: LAGIS; Zensus 2011 |                                                 |                                                 |                                                 |                                                 |

#### Religionszugehörigkeit
| • 1885: | 112 evangelische (= 100,00 %), kein katholischer Einwohner         |
| • 1961: | 105 evangelische (= 84,68 %), 13 katholische (= 10,48 %) Einwohner |

## Politik

### Ortsbeirat
Für Weiperfelden besteht ein Ortsbezirk (Gebiete der ehemaligen Gemeinde Weiperfelden) mit Ortsbeirat und Ortsvorsteher nach der Hessischen Gemeindeordnung.
Der Ortsbeirat besteht aus fünf Mitgliedern. Bei den Kommunalwahlen in Hessen 2021 betrug die Wahlbeteiligung zum Ortsbeirat 66,06 %. Alle Kandidaten gehörten der „Bürgerliste Weiperfelden“ an. Der Ortsbeirat wählte Uwe Scholl zum Ortsvorsteher.

### Wappen
Am 30. April 1968 wurde der Gemeinde Weiperfelden im damaligen Landkreis Wetzlar ein Wappen mit folgender Blasonierung verliehen: In Schwarz auf grünem Boden eine silberne Kirche mit roter Tür und roten Fenstern.

## Kultur und Sehenswürdigkeiten

### Vereine
- Freiwillige Feuerwehr Weiperfelden
- Freizeitsportverein Weiperfelden

### Kulturdenkmäler
Siehe Liste der Kulturdenkmäler in Waldsolms-Weiperfelden